# Mezo-Amerika kronológiája
Mezo-Amerika kronológiája a kontinentális Közép-Amerika és Mexikó történelmében a Kolumbusz előtti (prekolumbiánus) időszak korszakokra osztása az emberi jelenlét első nyomaitól a spanyol hódítás befejeztéig.

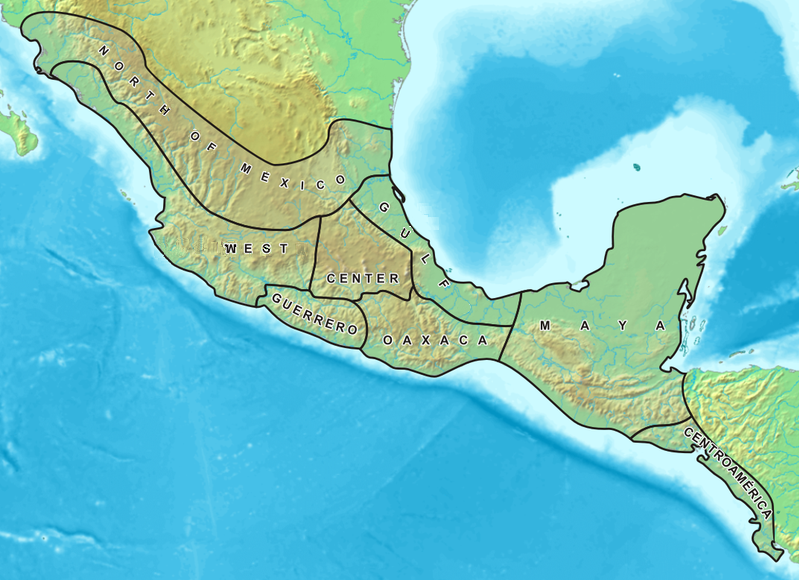
Mezoamerika kultúráinak területi felosztása (lásd az Idővonalon)

## Áttekintés

### Paleo-indián korszak
i. e. 10000-i. e. 3500
A vadászó-gyűjtögető életmód kora. Kezdete az embernek ezen a tájon való megjelenésével tehető egyidőre, a korszak végét a mezőgazdaság, állandó települések, a fazekasság kialakulása jelenti.

### Archaikus kor
i. e. 3500-i. e. 1800
Ebben a korszakban már léteztek állandó települések, ahol mezőgazdasággal foglalkoztak és megjelent a szövőszék is.

### Preklasszikus kor
i. e. 1800-i. sz. 200

Az olmékok központjai

A klasszikus kor néhány városa 600 körül

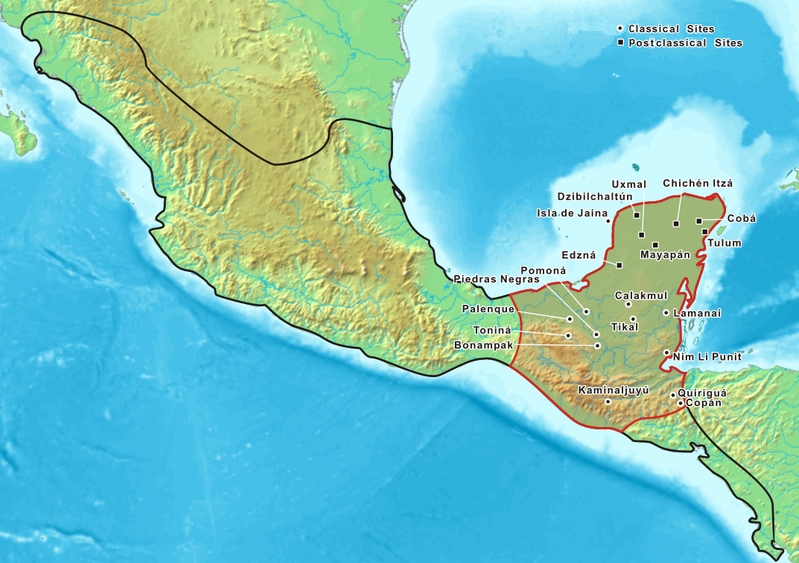
Maja városok a klasszikus és a posztklasszikus korban

Az államok kialakulás ebben a korszakban történt. Ekkor alapították az első városokat, és ehhez a korszakhoz köthető a szertartásokhoz kapcsolódó első lépcsős építmények megépítése is.
A korszak végére kialakult a mezoamerikai hitvilág a maga rituáléival és mítoszaival. Már használták a számolási- és írásrendszereket, a naptárat. A későbbi korok művészeti formái és technológiái is ebben a korban alakultak ki.
Ebben a korszakban az olmék civilizáció hozott létre olyan helyeket, mint La venta és San Lorenzo Tenochtitlán. Ugyanekkor a korai zapoték, a Monte Alto kultúra Guatemalában és a maja civilizáció is kezdett kialakulni. A legfontosabb korai maja városok Nakbe, El Mirador, San Bartolo, Cival és Takalik Abaj.

### Klasszikus kor
200-900
A kort a helyi, regionális művészetek, a szövés és az építészet gazdasága és finomsága miatt hívjuk klasszikusnak. A korban tovább folytak az építkezéssel, de számos mezőgazdasági újdonság is megjelent, többféle terményt voltak képesek termeszteni. A középületek kőből készültek és be voltak vakolva, gyakran dekoratívan, falfestményekkel díszítették őket.
A klasszikus korban Teotihuacán metropolisszá nőtte ki magát. A maja civilizáció virágkora volt ez, olyan városokkal, mint Tikal, Palenque és Copán. A korszak Közép-Amerikában a 7. század körül ért véget Teotihuacán bukásával, de a maják kultúrája még virágzott néhány évszázadig.

### Posztklasszikus kor
900-1697
A posztklasszikus korban több nép és város elbukott, bár néhány folytatta életét, mint Oaxaca, Cholula, a maják a Yucatán-félszigeten Chichén Itzában és Uxmalban.
A posztklasszikus kort gyakran kulturális hanyatlásként írják le, bár fejlődés mutatható ki az építkezés, a mérnöki tudás és a fegyverek terén. A kohászat, amit 800 körül fedeztek fel képes volt ékszereket és néhány munkaeszközt elkészíteni azáltal, hogy új ötvözeteket és technikákat találtak fel. Ebben a korban a népesség gyors növekedésnek indult, különösen Közép-Mexikóban, 1200 után.
A toltékok egy időre magukhoz ragadták a hatalmat a 11-13. században. Az Azték Birodalom a 15. század elején alakult ki, és úton volt ahhoz, hogy olyan hatalmat gyakoroljon az egész régió felett, amire Teotihuacan óta nem volt példa, amikor megjelentek a spanyolok.
A maja újjászületés a Yucatánon és dél-Guatemalában és az aztékok fénykora egy reneszánszt indított el a művészetekben és a tudományban, például megjelent a Puebla-Mexica stílus a fazekasságban, aranyholmik tűntek fel, kódexet illusztráltak. A posztklasszikus kor 1697-ig tartott, amikor az utolsó független államot, Tayasalt is meghódították az európaiak.

## Fordítás
Ez a szócikk részben vagy egészben  a   Mesoamerican chronology című angol Wikipédia-szócikk ezen változatának fordításán alapul.  Az eredeti cikk szerkesztőit annak laptörténete sorolja fel. Ez a jelzés csupán a megfogalmazás eredetét és a szerzői jogokat jelzi, nem szolgál a cikkben szereplő információk forrásmegjelöléseként.